# Saison 2015 de l'équipe cycliste Lotto Soudal Ladies
La Saison 2015 de l'équipe cycliste féminine Lotto Soudal Ladies est la dixième de la formation. Elena Cecchini, Jessie Daams, Carlee Taylor et Susanna Zorzi rejoignent notamment l'équipe tandis que Jolien D'Hoore et Joëlle Numainville la quittent. Emma Pooley et Liesbet De Vocht prennent également leurs retraites sportives. Elena Cecchini est la coureuse de l'équipe réalisant le plus de résultats. Elle remporte pour la deuxième année consécutive le championnat d'Italie. Surtout, elle se montre régulièrement sur les épreuves de Coupe du monde et en termine onzième. Elle réalise enfin un bon Tour d'Italie en se classant troisième sur deux étapes. Parmi les autres coureuses, Carlee Taylor finit quatrième de la Route de France, Jessie Daams dixième. Sur piste, Amy Cure obtient deux titres de championne d'Australie et un de championne du monde. Au moment du bilan, l'équipe est neuvième de la Coupe du monde et douzième du classement UCI. Elena Cecchini est dix-neuvième au classement individuel.

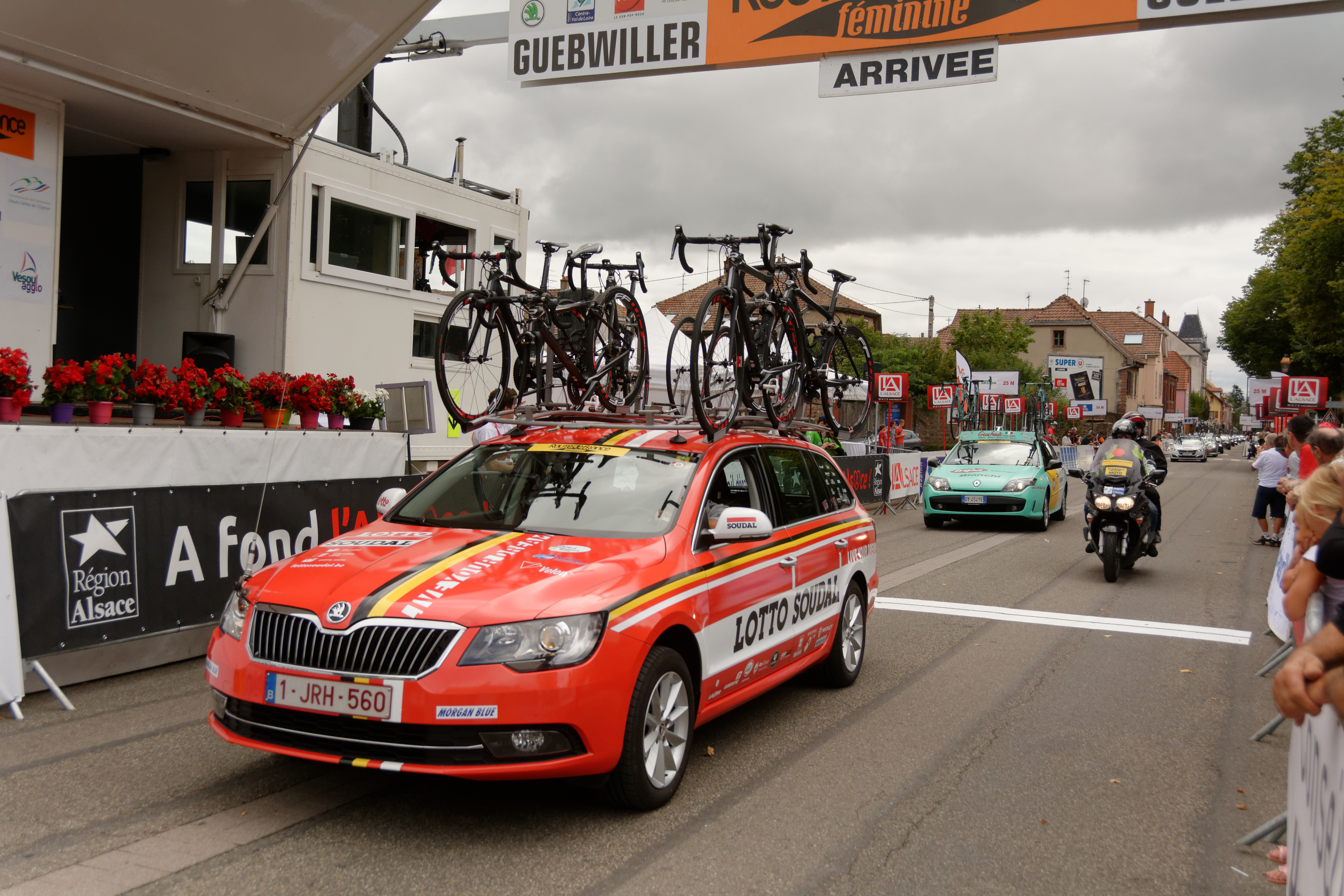
Voiture de l'équipe en 2015

## Préparation de la saison

### Partenaires et matériel de l'équipe
Le partenaire principal est la loterie nationale belge sous sa marque Lotto. Le fabricant de silicones et colles Soudal est le partenaire secondaire. Le fabricant de cycles Ridley soutient l'équipe.

### Arrivées et départs

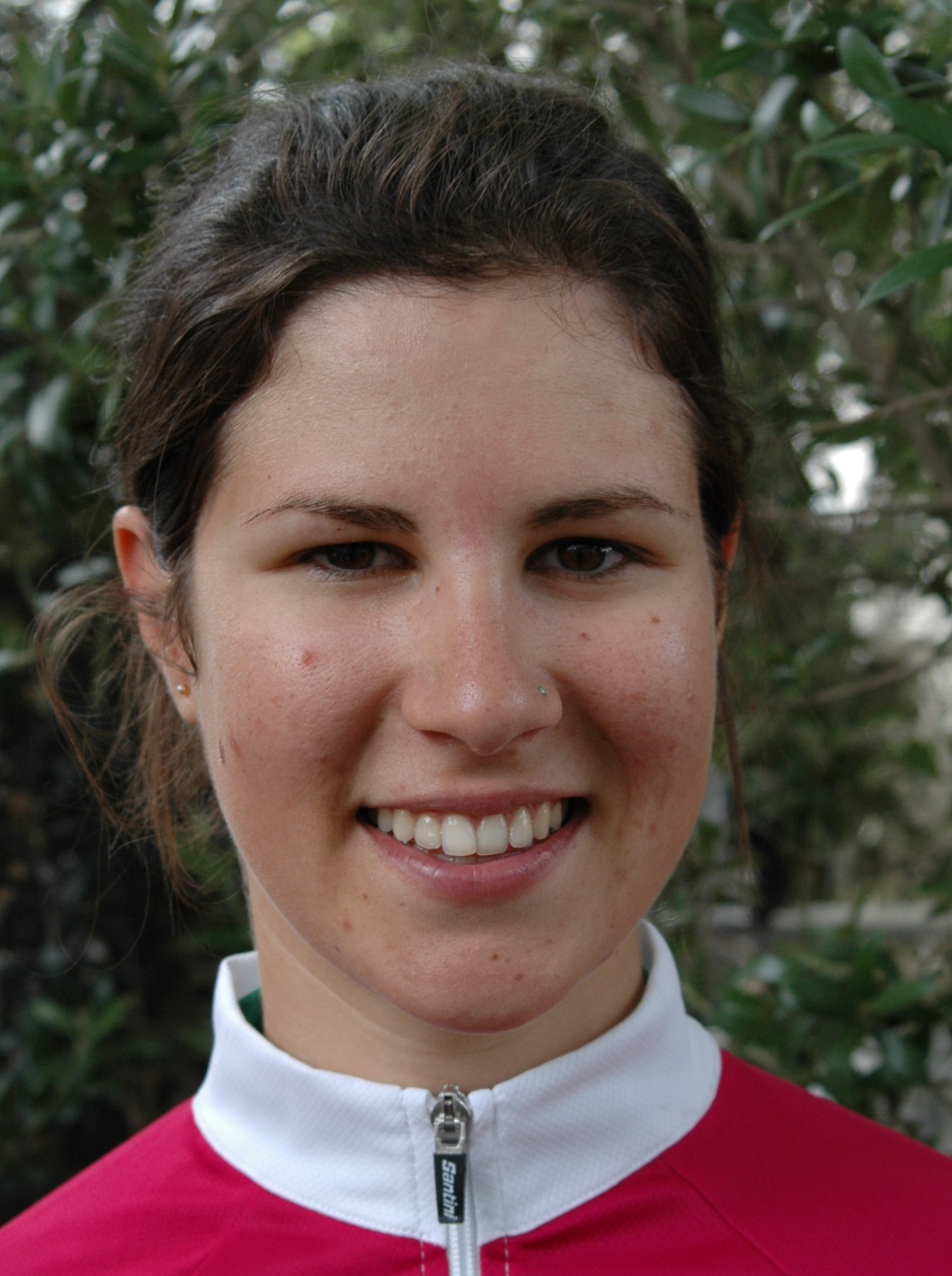
La championne d'Italie Elena Cecchini est la principale recrue

L'équipe enregistre de nombreux arrivées et départs. La championne d'Italie Elena Cecchini est la principale recrue. La grimpeuse belge Jessie Daams et celle australienne Carlee Taylor rejoignent l'équipe en provenance des formations Boels Dolmans et Orica-AIS. La championne d'Europe espoirs 2013, Susanna Zorzi vient également renforcer l'effectif. Jesse Vandenbulcke et Jacquelina Alvarez font aussi partie du recrutement.
Au niveau des départs, la sprinteuse belge et leader de l'équipe Jolien D'Hoore rejoint l'équipe Wiggle Honda. La Canadienne Joëlle Numainville est elle recrutée par l'équipe Bigla. La grimpeuse britannique Emma Pooley, septième de la Flèche wallonne et neuvième du Tour d'Italie l'année précédente prend sa retraite sportive. C'est également le cas de la sextuple championne de Belgique Liesbet De Vocht. Heidi Dalton, Isabelle Söderberg, Céline van Severen quittent également la formation. Sara Verhaest redescend dans l'équipe jeune.
| Arrivées           | Équipe 2014            |
| ------------------ | ---------------------- |
| Jacquelina Alvarez | Néo-professionnelle    |
| Elena Cecchini     | Estado de Mexico Faren |
| Jessie Daams       | Boels Dolmans          |
| Carlee Taylor      | Orica-AIS              |
| Jesse Vandenbulcke | Néo-professionnelle    |
| Susanna Zorzi      | Astana BePink Womens   |

| Départs            | Équipe 2015                      |
| ------------------ | -------------------------------- |
| Heidi Dalton       | Amateur                          |
| Liesbet De Vocht   | Retraite                         |
| Jolien D'Hoore     | Wiggle Honda                     |
| Joëlle Numainville | Bigla                            |
| Emma Pooley        | Retraite                         |
| Isabelle Söderberg | Retraite                         |
| Céline van Severen | Lensworld.eu-Zannata             |
| Sara Verhaest      | Équipe jeune Lotto Soudal Ladies |

## Effectif et encadrement

### Effectif
| Cycliste           | Date de naissance | Nationalité | Équipe 2014            |  |
| ------------------ | ----------------- | ----------- | ---------------------- |  |
| Jacquelina Alvarez | 21 août 1989      | Argentine   |                        |  |
| Isabelle Beckers   | 4 mars 1983       | Belgique    | Lotto Belisol Ladies   |  |
| Elena Cecchini     | 25 mai 1992       | Italie      | Estado de Mexico Faren |  |
| Amy Cure           | 31 décembre 1992  | Australie   | Lotto Belisol Ladies   |  |
| Jessie Daams       | 28 mai 1990       | Belgique    | Boels Dolmans          |  |
| Lieselot Decroix   | 12 mai 1987       | Belgique    | Lotto Belisol Ladies   |  |
| Chantal Hoffmann   | 30 octobre 1987   | Luxembourg  | Lotto Belisol Ladies   |  |
| Molly Meyvisch     | 27 octobre 1995   | Belgique    | Lotto Belisol Ladies   |  |
| Anouk Rijff        | 6 avril 1996      | Pays-Bas    |                        |  |
| Sarah Rijkes       | 2 avril 1991      | Autriche    |                        |  |
| Marion Rousse      | 17 août 1991      | France      | Lotto Belisol Ladies   |  |
| Carlee Taylor      | 15 février 1989   | Australie   | Orica-AIS              |  |
| Jesse Vandenbulcke | 17 janvier 1996   | Belgique    |                        |  |
| Anisha Vekemans    | 17 août 1991      | Belgique    | Lotto Belisol Ladies   |  |
| Susanna Zorzi      | 13 mars 1992      | Italie      | Astana BePink Womens   |  |

### Encadrement
Dany Schoonbaert est le directeur sportif de l'équipe. Il est assisté par Ivan Depoorter.

## Déroulement de la saison

### Janvier-février

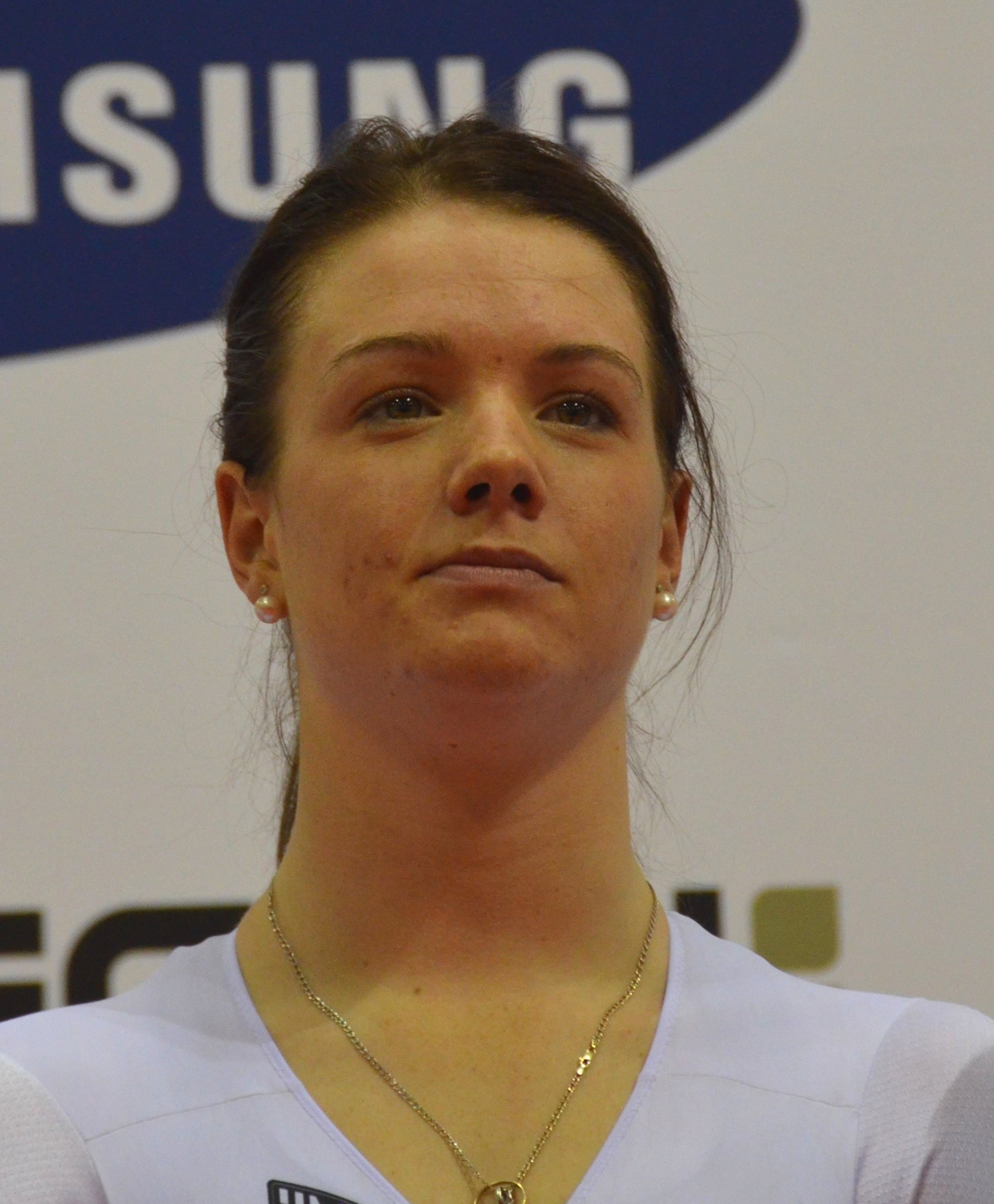
Amy Cure remporte deux titres nationaux et un mondial

En janvier, Amy Cure remporte deux titres lors de ses championnats nationaux sur piste : en poursuite et en poursuites par équipes (avec Lauren Perry, Macey Stewart et Georgia Baker). Aux championnats du monde, elle remporte le titre en poursuite par équipes avec Annette Edmondson, Ashlee Ankudinoff et Melissa Hoskins.

### Mars-avril: Classiques
Lors de la première classique de printemps, le Circuit Het Nieuwsblad, Elena Cecchini sprinte pour la troisième place de la course derrière Anna van der Breggen et Ellen van Dijk. Elle obtient la sixième place. Durant la semaine qui suit, elle participe au Samyn des Dames et se classe dixième du sprint massif. Aux Strade Bianche, elle ne parvient pas à suivre les meilleurs mais finit toutefois dixième à plus de quatre minutes de Megan Guarnier. Au Trofeo Alfredo Binda-Comune di Cittiglio, le scénario se répète. Elle obtient la neuvième place en sprintant dans le groupe des poursuivantes.
Au Tour des Flandres, l'Italienne suit le groupe de poursuivantes derrière Elisa Longo Borghini et termine cinquième au sprint.

### Mai-juin

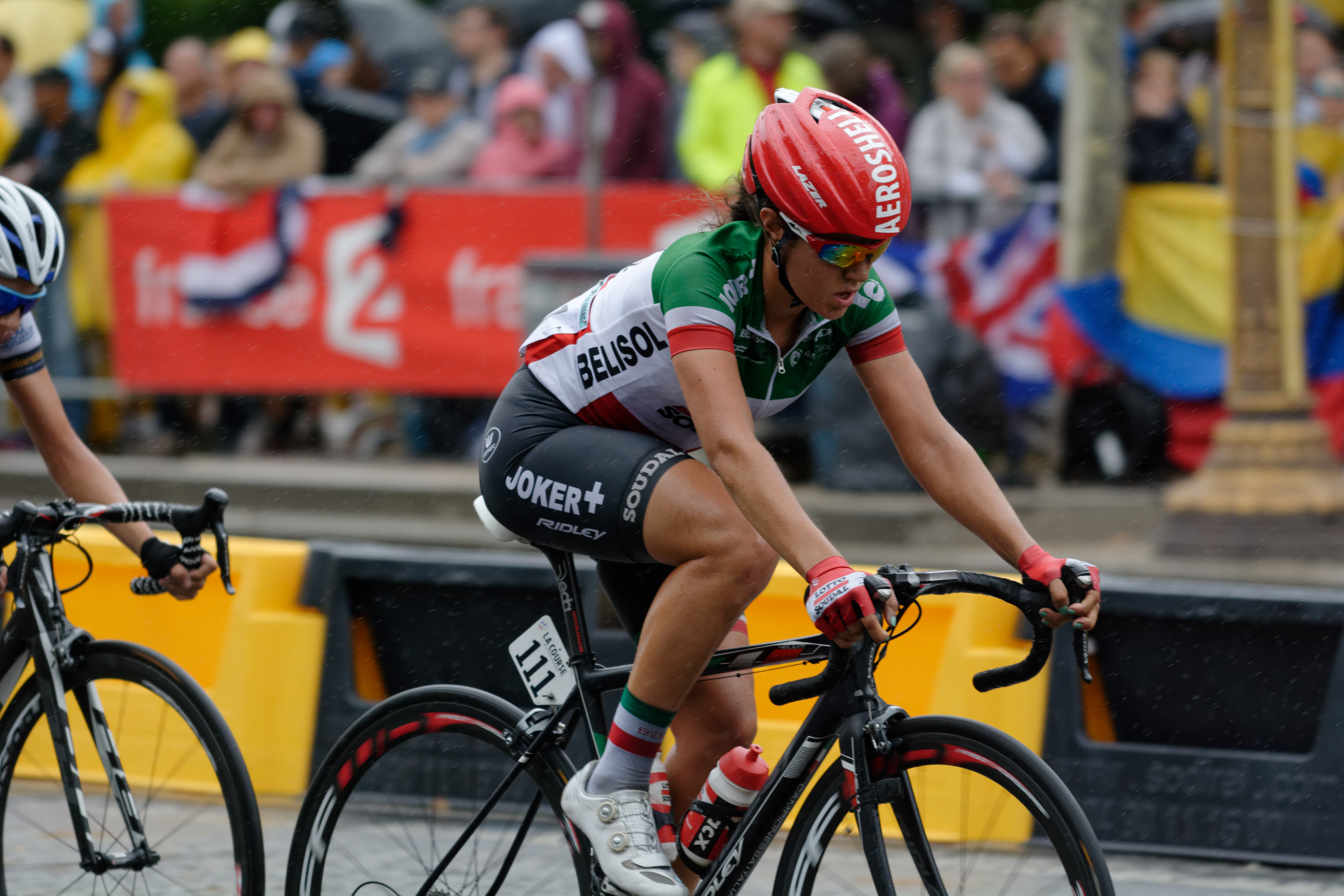
Elena Cecchini se montre très régulière tout au long de la saison

En mai, lors de la deuxième étape du Festival luxembourgeois du cyclisme féminin Elsy Jacobs, Elena Cecchini part en échappée à vingt kilomètres de l'arrivée avec Lucinda Brand, Amanda Spratt et Janneke Ensing. Elle s'impose ensuite au sprint
.
À Durango-Durango Emakumeen Saria, elle suit les meilleurs dans le final. Elle termine troisième devant Evelyn Stevens. Sur la troisième étape de l'Emakumeen Bira qui suit, elle s'échappe avec Katrin Garfoot et Chantal Blaak. Elle se classe deuxième au sprint derrière la Néerlandaise. À la fin du mois, elle conserve son titre national sur route en s'échappant seule dans le dernier tour.

### Juillet-Août
Au Tour d'Italie, Elena Cecchini est quatrième de la première étape qui se conclut par un sprint massif. Sur la deuxième étape, une première échappée constituée de Carlee Taylor et de Flávia Oliveira part dans le premier prix de la montagne. Elle compte jusqu'à deux minutes d'avance. L'Australienne chute toutefois dans la descente du deuxième classement de la montagne. Elle se console à la fin de l'étape avec le maillot de la meilleure grimpeuse qu'elle conserve jusqu'à la sixième étape. Elena Cecchini prend la bonne échappée lors de la troisième étape. Elle est devancée au sprint par Lucinda Brand et Valentina Scandolara et se classe donc troisième. Elle est de nouveau troisième le lendemain dans un sprint massif cette fois. La fin de tour, plus montagneux, est plus difficile pour l'équipe. Au BeNe Ladies Tour, elle part en échappée avec Jolien D'Hoore et Floortje Mackaij lors de la première étape. Elle se classe troisième du sprint. Elle conserve sa troisième place au classement général jusqu'à la fin de l'épreuve.
Début août, Elena Cecchini est cinquième du sprint pour la victoire au Tour de Bochum. Le groupe se disputant la victoire est réduit à vingt unités.
Sur la Route de France, Jessie Daams et Carlee Taylor suivent le groupe de douze leaders dans la deuxième étape ce qui leur permet d'occuper alors la septième et huitième place du classement général. La cinquième étape arrive au sommet de la Planche des Belles Filles. Carlee Taylor s'y classe cinquième. Au classement général final, l'Australienne est quatrième, Jessie Daams dixième. Au Trophée d'Or, une échappée de six coureuses prend le large durant la quatrième étape. La Lituanienne Daiva Tuslaite se montre la plus forte dans l'ascension finale, mais est devancée sur la ligne par Anisha Vekemans.

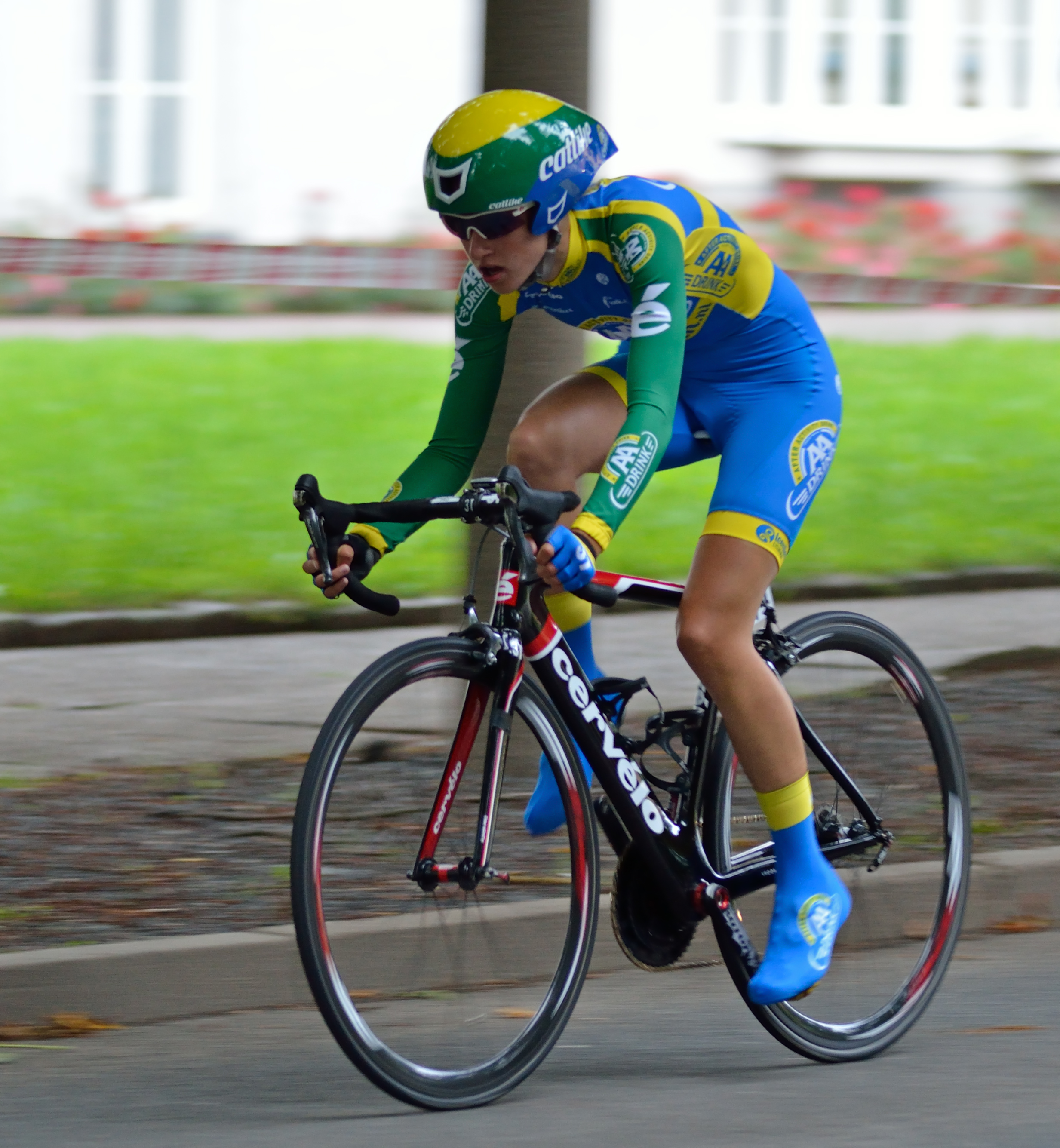
Jessie Daams (photo) et Carlee Taylor réalisent une bonne Route de France

À Plouay, Elena Cecchini suit avec Claudia Lichtenberg l'attaque d'Evelyn Stevens dans le dernier tour de la course. Elles comptent jusqu'à trente secondes d'avance. Elles se fond toutefois reprendre par le groupe des leaders dans l'ascension finale. L'Italienne termine septième.

### Septembre
En septembre, à l'Holland Ladies Tour, Elena Cecchini est septième de la deuxième étape au sprint. Au Tour de Belgique, elle est sixième de la première étape puis septième de la deuxième, la quatrième de la troisième et la cinquième place lors de difficile dernière étape. Elle conclut l'épreuve à la quatrième position.

## Bilan de la saison

### Victoires

#### Sur route
| Date    | Course                                                              | Pays       | Classe | Vainqueur       |
| ------- | ------------------------------------------------------------------- | ---------- | ------ | --------------- |
| 2 mai   | 2e étape du Festival luxembourgeois du cyclisme féminin Elsy Jacobs | Luxembourg | 2.1    | Elena Cecchini  |
| 28 juin | Championnats d'Italie sur route                                     | Italie     | CN     | Elena Cecchini  |
| 25 août | 4e étape du Trophée d'Or                                            | France     | 2.2    | Anisha Vekemans |

#### Sur piste
| Date       | Course                                           | Pays             | Classe | Vainqueur |
| ---------- | ------------------------------------------------ | ---------------- | ------ | --------- |
| 29 janvier | Championnat d'Australie de poursuite             | Australie        | CN     | Amy Cure  |
| 30 janvier | Championnat d'Australie de poursuite par équipes | Australie        | CN     | Amy Cure  |
| 19 février | Championnat du monde de poursuite par équipes    | France           | CM     | Amy Cure  |
| 5 décembre | Poursuite par équipes de Cambridge               | Nouvelle-Zélande | CDM    | Amy Cure  |

### Résultats sur les courses majeures

#### Coupe du monde
| Date     | #  | Course                                   | Meilleure classée | Classement |
| -------- | -- | ---------------------------------------- | ----------------- | ---------- |
| 14 mars  | 1  | Tour de Drenthe                          | Elena Cecchini    | 14e        |
| 29 mars  | 2  | Trofeo Alfredo Binda-Comune di Cittiglio | Elena Cecchini    | 9e         |
| 5 avril  | 3  | Tour des Flandres                        | Elena Cecchini    | 5e         |
| 22 avril | 4  | Flèche wallonne                          | Carlee Taylor     | 16e        |
| 17 mai   | 5  | Tour de l'île de Chongming               | -                 | -          |
| 7 juin   | 6  | Philadelphia Cycling Classic             | -                 | -          |
| 2 août   | 7  | Tour de Bochum                           | Elena Cecchini    | 5e         |
| 21 août  | 8  | Open de Suède Vårgårda TTT               | -                 | -          |
| 23 août  | 9  | Open de Suède Vårgårda                   | -                 | -          |
| 29 août  | 10 | GP de Plouay-Bretagne                    | Elena Cecchini    | 7e         |

La formation est neuvième du classement par équipes. Elena Cecchini est onzième du classement individuel.

#### Grand tour
| Grand tour            | Tour d'Italie           |
| --------------------- | ----------------------- |
| Coureuse (classement) | Elena Cecchini (24e)    |
| Accessits             | pas de victoire d'étape |

## Classement UCI
| Rang | Coureuse         | Points |
| ---- | ---------------- | ------ |
| 19   | Elena Cecchini   | 465    |
| 98   | Carlee Taylor    | 79     |
| 160  | Susanna Zorzi    | 36     |
| 164  | Jessie Daams     | 35     |
| 239  | Anisha Vekemans  | 16     |
| 417  | Chantal Hoffmann | 6      |
| 544  | Lieselot Decroix | 3      |

Lotto Soudal Ladies est douzième au classement par équipes.